# Современное искусство в традиционном музее
«Современное искусство в традиционном музее» — первый Петербургский музейный фестиваль.
Идея фестиваля — сблизить традиционную культуру и современное искусство. Каждый год по инициативе Фонда «ПРО АРТЕ» несколько современных российских и зарубежных художников получают возможность реализовать свои проекты в больших и малых петербургских музеях. На фестивале демонстрируются проекты, победившие в открытом грантовом конкурсе и созданные для конкретного музея. На три недели традиционные музейные хранилища превращаются в места, где демонстрируется актуальное искусство. За 20 лет существования фестиваля в нем приняли участие 65 петербургских музеев, реализовано 160 проектов художниками из 10 стран мира. В числе самых ярких проектов фестиваля — «Антарктическая миссия» (45 пингвинов на Музее Арктики и Антарктики), «Обсерватория» (10 проектов в Пулковской обсерватории), народный «Хор жалобщиков Петербурга».
В дни открытия фестиваля вход в музеи-участники свободный, между музеями курсируют бесплатные автобусы. Ориентироваться в музейных проектах помогают фестивальная волонтерская служба и навигационная карта.

## История
Фестиваль «Современное искусство в традиционном музее» инициирован Фондом «ПРО АРТЕ» при поддержке Фонда Форда и Государственного музея истории Санкт-Петербурга. Впервые состоялся в 2000 году в Санкт-Петербурге.
В 2006 году фестиваль стал номинантом всероссийской премии «Инновация». С 2007 года он поддерживается Комитетом по культуре Правительства Санкт-Петербурга. В 2011 году состоялся 10 юбилейный фестиваль, который посетило более 40 тысяч человек.
В 2012 году впервые соорганизатором фестиваля выступил Северо-Западный филиал Государственного центра современного искусства.

## Музеи — участники фестиваля
- Музей истории Научно-исследовательского Институт экспериментальной медицины
- Государственный музей истории Санкт-Петербурга,
- Государственный музей городской скульптуры,
- Музей-квартира А.И. Куинджи,
- Государственный музей политической истории России,
- Мемориальный музей-квартира академика И.П.Павлова Института физиологии им. И.П.Павлова РАН,
- Музей Петербургского метрополитена,
- Военно-исторический музей артиллерии, инженерных войск и войск связи ,
- Санкт-Петербургский музей хлеба,
- «Подводная лодка Д-2 «Народоволец»,
- Музей-квартира С. М. Кирова,
- Кунсткамера,
- Музей Анны Ахматовой в Фонтанном доме,
- Музей Политической истории России,
- Музей обороны и блокады Ленинграда,
- Музей театрального и музыкального искусства,
- Центральный музей почвоведения им. В.В. Докучаева, и другие петербургские музеи